# Lijst van afleveringen van Reign
Dit is een lijst van afleveringen van de Amerikaanse televisieserie Reign. De serie telt vier volledige seizoenen.

## Overzicht
| Seizoen | Aantal afleveringen | Uitgezonden      | Uitgezonden  |
| Seizoen | Aantal afleveringen | Begin            | Einde        |
| ------- | ------------------- | ---------------- | ------------ |
| 1       | 22                  | 17 oktober 2013  | 15 mei 2014  |
| 2       | 22                  | 2 oktober 2014   | 14 mei 2015  |
| 3       | 18                  | 9 oktober 2015   | 20 juni 2016 |
| 4       | 16                  | 10 februari 2017 | 16 juni 2017 |

## Afleveringen

### Seizoen 1 (2013-2014)
| Nr. | Aflevering | Titel                  | Regisseur        | Schrijver(s)                                     | Uitzenddatum     |  |
| --- | ---------- | ---------------------- | ---------------- | ------------------------------------------------ | ---------------- |  |
| 1   | 1          | Pilot                  | Brad Silberling  | Laurie McCarthy & Stephanie Sengupta             | 17 oktober 2013  |  |
| 2   | 2          | Snakes in the Garden   | Matt Hastings    | Laurie McCarthy                                  | 24 oktober 2013  |  |
| 3   | 3          | Kissed                 | Holly Dale       | Doris Egan                                       | 31 oktober 2013  |  |
| 4   | 4          | Hearts and Minds       | Scott Peters     | P. K. Simonds                                    | 7 november 2013  |  |
| 5   | 5          | A Chill in the Air     | Bruce McDonald   | Jennie Snyder Urman                              | 14 november 2013 |  |
| 6   | 6          | Chosen                 | Bradley Walsh    | Wendy Riss Gatsiounis                            | 21 november 2013 |  |
| 7   | 7          | Left behind            | Jeremiah Chechik | Drew Lindo                                       | 5 december 2013  |  |
| 8   | 8          | Fated                  | Fred Gerber      | Laurie McCarthy                                  | 12 december 2013 |  |
| 9   | 9          | For King and Country   | Helen Shaver     | Alan McCullough & Edgar Lyall                    | 23 januari 2014  |  |
| 10  | 10         | Sacrifice              | Rachel Talalay   | P. K. Simonds & Daniel Sinclair                  | 30 januari 2014  |  |
| 11  | 11         | Inquisition            | Mike Rohl        | Doris Egan                                       | 6 februari 2014  |  |
| 12  | 12         | Royal Blood            | Holly Dale       | Wendy Riss Gatsiounis & Alan McCullough          | 27 februari 2014 |  |
| 13  | 13         | The Consummation       | Fred Gerber      | Laurie McCarthy                                  | 6 maart 2014     |  |
| 14  | 14         | Dirty Laundry          | Norma Bailey     | Drew Lindo & Edgar Lyall                         | 13 maart 2014    |  |
| 15  | 15         | The Darkness           | Steve DiMarco    | Charlie Craig                                    | 20 maart 2014    |  |
| 16  | 16         | Monsters               | Jeff Renfroe     | Drew Lindo & Wendy Riss Gatsiounis               | 27 maart 2014    |  |
| 17  | 17         | Liege Lord             | Allan Kroeker    | Doris Egan                                       | 10 april 2014    |  |
| 18  | 18         | No Exit                | Mike Rohl        | Hannah Schneider                                 | 17 april 2014    |  |
| 19  | 19         | Toy Soldiers           | Chris Grismer    | Mike Herro & David Strauss                       | 24 april 2014    |  |
| 20  | 20         | Higher Ground          | Sudz Sutherland  | David Babcock, Daniel Sinclair & Alan McCullough | 1 mei 2014       |  |
| 21  | 21         | Long Live the King     | Jeremiah Chechik | Wendy Riss Gatsiounis & Drew Lindo               | 8 mei 2014       |  |
| 22  | 22         | Slaughter of Innocence | David Frazee     | Doris Egan & Laurie McCarthy                     | 15 mei 2014      |  |

### Seizoen 2 (2014-2015)
| Nr. | Aflevering | Titel                      | Regisseur         | Schrijver(s)                       | Uitzenddatum     |  |
| --- | ---------- | -------------------------- | ----------------- | ---------------------------------- | ---------------- |  |
| 23  | 1          | The Plague                 | Fred Gerber       | Laurie McCarthy                    | 2 oktober 2014   |  |
| 24  | 2          | Drawn and Quartered        | Jeff Renfroe      | Wendy Riss & Drew Lindo            | 9 oktober 2014   |  |
| 25  | 3          | Coronation                 | Holly Dale        | Harley Peyton                      | 16 oktober 2014  |  |
| 26  | 4          | The Lamb and The Slaughter | Sudz Sutherland   | Laurie McCarthy and Adele Lim      | 23 oktober 2014  |  |
| 27  | 5          | Blood for Blood            | Norma Bailey      | P.K. Simonds & Nancy Won           | 30 oktober 2014  |  |
| 28  | 6          | Three Queens               | Steve DiMarco     | Doris Egan                         | 6 november 2014  |  |
| 29  | 7          | The Prince of the Blood    | Deborah Chow      | Drew Lindo and Wendy Riss          | 13 november 2014 |  |
| 30  | 8          | Terror of the Faithful     | Charles Binamé    | Adele Lim & Melody Fox             | 20 november 2014 |  |
| 31  | 9          | Acts of War                | Fred Gerber       | Laurie McCarthy & Nancy Won        | 4 december 2014  |  |
| 32  | 10         | Mercy                      | Rich Newey        | Wendy Riss Gatsiounis & Drew Lindo | 11 december 2014 |  |
| 33  | 11         | Getaway                    | Lynne Stopkewich  | Daniel Sinclair                    | 22 januari 2015  |  |
| 34  | 12         | Banished                   | Larysa Kondracki  | Chelsey Lora                       | 29 januari 2015  |  |
| 35  | 13         | Sins of the Past           | Deborah Chow      | Doris Egan & Melody Fox            | 5 februari 2015  |  |
| 36  | 14         | The End of the Mourning    | Nathaniel Goodman | Laurie McCarthy & Nancy Won        | 12 februari 2015 |  |
| 37  | 15         | Forbidden                  | Charles Binamé    | Laurie McCarthy & Nancy Won        | 19 februari 2015 |  |
| 38  | 16         | Tasting Revenge            | Lee Rose          | P. K. Simonds & Drew Lindo         | 12 maart 2015    |  |
| 39  | 17         | Tempting Fate              | Sudz Sutherland   | Lisa Randolph                      | 19 maart 2015    |  |
| 40  | 18         | Reversal of Fortune        | Anne Wheeler      | Drew Lindo & Wendy Riss Gatsiounis | 16 april 2015    |  |
| 41  | 19         | Abandoned                  | Deborah Chow      | Nancy Won & Robert Doty            | 23 april 2015    |  |
| 42  | 20         | Fugitive                   | Norma Bailey      | Doris Egan & Daniel Sinclair       | 30 april 2015    |  |
| 43  | 21         | The Siege                  | Andy Mikita       | Adele Lim & Lisa Randolph          | 7 mei 2015       |  |
| 44  | 22         | Burn                       | Fred Gerber       | Laurie McCarthy & Nancy Won        | 14 mei 2015      |  |

### Seizoen 3 (2015-2016)
| Nr. | Aflevering | Titel                    | Regisseur         | Schrijver(s)                      | Uitzenddatum     |  |
| --- | ---------- | ------------------------ | ----------------- | --------------------------------- | ---------------- |  |
| 45  | 1          | Three Queens, Two Tigers | Holly Dale        | Laurie McCarthy                   | 9 oktober 2015   |  |
| 46  | 2          | Betrothed                | Fred Gerber       | Lisa Randolph                     | 16 oktober 2015  |  |
| 47  | 3          | Extreme Measures         | Holly Dale        | Drew Lindo & Wendy Riss           | 23 oktober 2015  |  |
| 48  | 4          | The Price                | Nathaniel Goodman | April Blair & Robert Doty         | 6 november 2015  |  |
| 49  | 5          | In a Clearing            | Deborah Chow      | Shannon Goss                      | 13 november 2015 |  |
| 50  | 6          | Fight or Flight          | Charles Binamé    | Lisa Randolph                     | 20 november 2015 |  |
| 51  | 7          | The Hound and the Hare   | Anne Wheeler      | Bo Yeon Kim & Erika Lippoldt      | 4 december 2015  |  |
| 52  | 8          | Our Undoing              | Lee Rose          | Gretchen J. Berg & Aaron Harberts | 8 januari 2016   |  |
| 53  | 9          | Wedlock                  | Norma Bailey      | Wendy Riss & Drew Lindo           | 15 januari 2016  |  |
| 54  | 10         | Bruises That Lie         | Megan Follows     | P.K. Simmons                      | 22 januari 2016  |  |
| 55  | 11         | Succession               | Charles Binamé    | April Blair                       | 25 april 2016    |  |
| 56  | 12         | No Way Out               | Fred Gerber       | Wendy Riss Gatsiounis             | 2 mei 2016       |  |
| 57  | 13         | Strange Bedfellows       | Norma Bailey      | Shannon Goss                      | 9 mei 2016       |  |
| 58  | 14         | To the Death             | Michael McGowan   | Lily Sparks                       | 16 mei 2016      |  |
| 59  | 15         | Safe Passage             | Stuart Gillard    | Drew Lindo                        | 23 mei 2016      |  |
| 60  | 16         | Clans                    | Fred Gerber       | Gretchen J. Berg & Aaron Harberts | 6 juni 2016      |  |
| 61  | 17         | Intruders                | Lee Rose          | April Blair & Drew Lindo          | 13 juni 2016     |  |
| 62  | 18         | Spiders in a Jar         | Deborah Chow      | Laura McCarthy                    | 20 juni 2016     |  |

### Seizoen 4 (2017)
| Nr. | Aflevering | Titel                   | Regisseur       | Schrijver(s)                       | Uitzenddatum     |  |
| --- | ---------- | ----------------------- | --------------- | ---------------------------------- | ---------------- |  |
| 63  | 1          | With Friends Like These | Stuart Gillard  | Wendy Riss Gatsiounis & Drew Lindo | 10 februari 2017 |  |
| 64  | 2          | A Grain of Deception    | Fred Gerber     | Patti Carr & Lara Olsen            | 17 februari 2017 |  |
| 65  | 3          | Leaps of Faith          | Charles Binamé  | April Blair & Laurie McCarthy      | 24 februari 2017 |  |
| 66  | 4          | Playing with Fire       | Fred Gerber     | John J. Sakmar & Kenny Lenhart     | 3 maart 2017     |  |
| 67  | 5          | Highland Games          | Michael McGowan | Robert Doty                        | 17 maart 2017    |  |
| 68  | 6          | Love & Death            | Megan Follows   | Drew Lindo & Wendy Riss Gatsiounis | 24 maart 2017    |  |
| 69  | 7          | Hanging Swords          | Lee Rose        | Chris Atwood & Kamran Pasha        | 31 maart 2017    |  |
| 70  | 8          | Uncharted Waters        | Fred Gerber     | Bo Yeon Kim & Erika Lippoldt       | 7 april 2017     |  |
| 71  | 9          | Pulling Strings         | Andy Mikita     | April Blair & Laurie McCarthy      | 14 april 2017    |  |
| 72  | 10         | A Better Man            | Dawn Wilkinson  | John J. Sakmar & Kenny Lenhart     | 28 april 2017    |  |
| 73  | 11         | Dead of Night           | Deborah Chow    | Wendy Riss Gatsiounis & Drew Lindo | 5 mei 2017       |  |
| 74  | 12         | The Shakedown           | Norma Bailey    | Patti Carr & Lara Olsen            | 12 mei 2017      |  |
| 75  | 13         | Coup de Grace           | Megan Follows   | John J. Sakmar & Kerry Lenhart     | 19 mei 2017      |  |
| 76  | 14         | A Bride. A Box. A Body. | Andy Mikita     | April Blair & Robert D. Doty       | 2 juni 2017      |  |
| 77  | 15         | Blood in the Water      | Charles Binamé  | Drew Lindo & Wendy Riss Gatsiounis | 9 juni 2017      |  |
| 78  | 16         | All it Cost Her...      | Holly Dale      | April Blair & Laurie McCarthy      | 16 juni 2017     |  |